# جيم مكهيل
جيم مكهيل (بالإنجليزية: Jim McHale) هو لاعب كرة قاعدة أمريكي، ولد في 17 ديسمبر 1875، وتوفي في 17 يونيو 1959 في لوس أنجلوس في الولايات المتحدة.

## وصلات خارجية
- جيم مكهيل على موقعبيزبول رفرنس.كوم (الدوري الرئيسي) (الإنجليزية)
- جيم مكهيل على موقعبيزبول رفرنس.كوم (الدوري الثانوي) (الإنجليزية)